# Achtentwintig (munt)
De achtentwintig was een Nederlandse munt ter waarde van 28 stuivers.

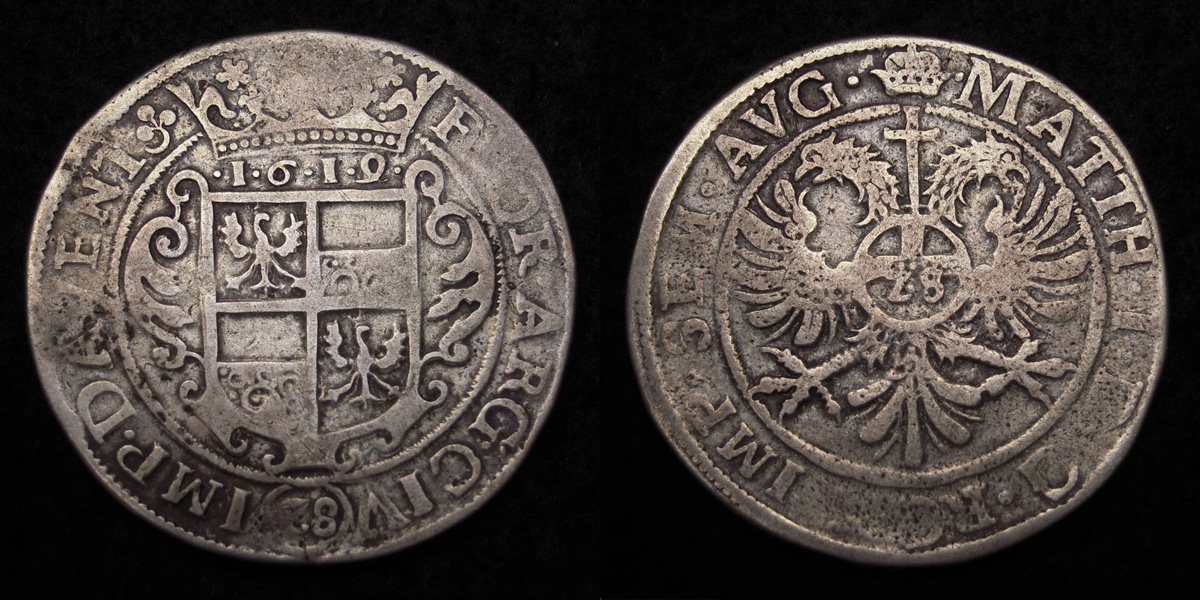
28 stuiverstuk of zilveren florijn uit 1619 van de stad Deventer, op naam van Rooms-Duits keizer Matthias I. De rijksappel in het centrum op de keerzijde toont het getal 28, waarvan de 2 hier ondersteboven staat door een fout van de stempelsnijder.

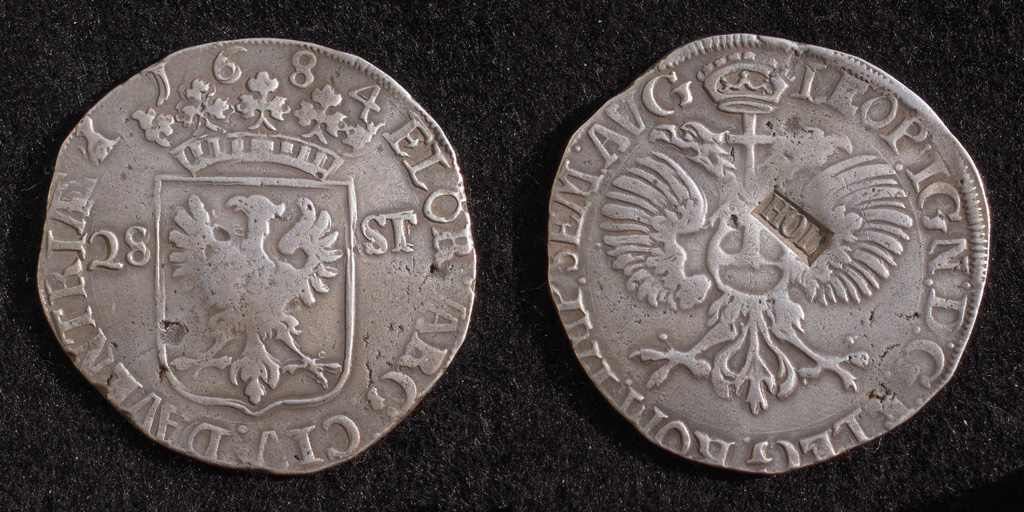
28 stuiverstuk of zilveren florijn uit 1684 van de stad Deventer, op naam van Rooms-Duits keizer Leopold I. Op de keerzijde staat een klop met de letters 'HOL', aangebracht in 1693 op last van de Staten van Holland, om toekomstige minderwaardige florijnen uit omloop te weren.

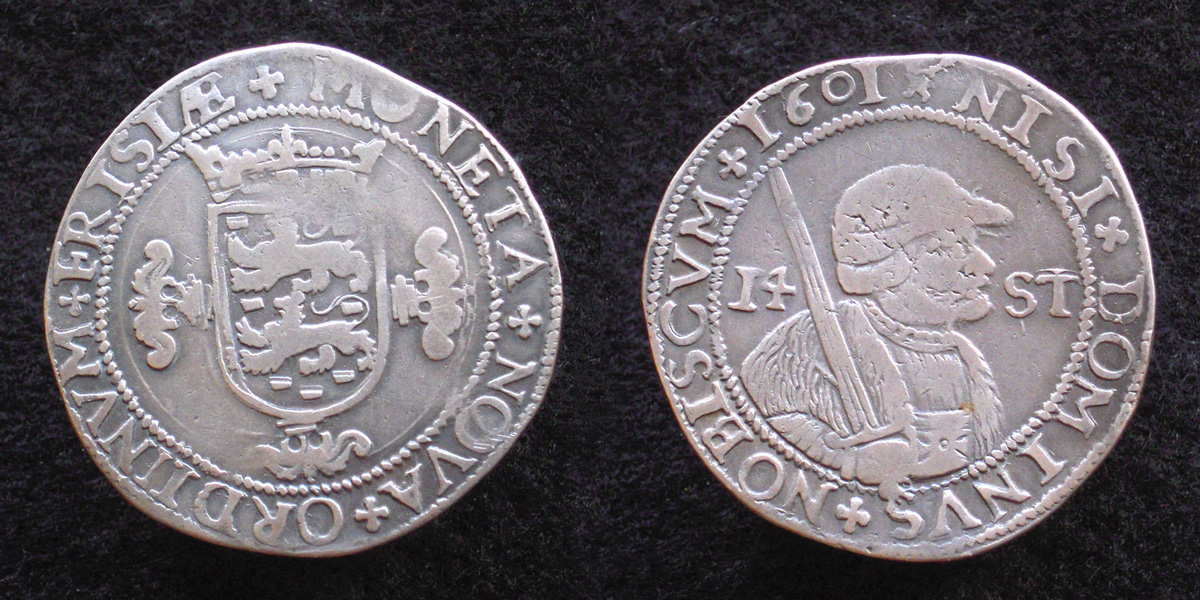
14-stuiverstuk of halve zilveren florijn uit 1601 van Friesland. De beeldenaar op de keerzijde vertoont een edelman met klapmuts.

De achtentwintig, volgens het Woordenboek der Nederlandsche Taal mogelijk een afkorting van de achtentwintigstuiverspenning of het achtentwintigstuiversstuk, werd voor het eerst geslagen in 1601 en heeft tot 1846 dienstgedaan. De munteenheid is in de loop der jaren op verschillende manieren uitgevoerd, en is dan ook bekend geworden onder diverse namen: goudgulden, zilveren florijn of zilveren daalder; in de volksmond werd een bepaalde achtentwintig ook aangeduid als klapmuts, naar het hoofddeksel van de man op de beeldenaar. De waarde van de munt was iets minder dan die van een echte daalder, die dertig stuivers waard was.
De zilveren florijn van 28 stuivers werd ingevoerd door de Staten van Friesland, al spoedig gevolgd door andere provincies en steden, tezamen met de onderdelen ½ florijn van 14 stuivers en ¼ florijn van 7 stuivers. Deze muntslag wekte ongenoegen bij de Staten van Holland, die streefden naar een uniform  muntstelsel. Pas bij de geldhervorming van koning Willem II in 1846 verdwenen de laatste florijnen uit roulatie.
Dat laatste vormt de bron van het gezegde een achtentwintig voor een daalder nemen, dat wil zeggen ook met iets minder genoegen willen nemen. Ook het gezegde de klop is er op verwijst naar deze munt van 28 stuivers en werd wel gebruikt voor een vrouw van 28 jaar die nog ongehuwd was. (Een klop is een waarmerk, aangebracht ter onderscheid van te lichte munten van 26 stuivers en ter onderscheid van de zwaardere daalder van 30 stuivers). Het Spreekwoordenboek der Nederlandsche taal noemt omstreeks 1860 ook nog het volgende spreekwoord: Ik zal maken, dat ik het aan je verdien, zei de beul, en hem was van een' gaauwdief een achtentwintig gepresenteerd, om wat zoetjes te geeselen, waarbij tegenwoordig niet meer duidelijk is of de beul zich nu meer of minder zou gaan inspannen.
Uit het criminele vonnisboek van Gouda blijkt, dat er naast de Nederlandse achtentwintig ook een Engelse variant bestond. In 1759 werd de boerenmeid Arriaentje den Houteycker streng gegeseld en verbannen vanwege de diefstal van onder meer een Engelse achtentwintig.
In 1851 werd de achtentwintig nog gebruikt in het Belgische rekenonderwijs. In De school en letterbode of Bijdragen ter bevordering van het onderwijs staat de volgende opgave:
"Antonie besteedde voor een leesboek een' halven gulden; de boekverkooper gaf hem van een' achtentwintig 3 kwartguldens terug; was dat goed?"
Dat het rekenen met de onronde verhoudingen tussen de muntsoorten geen sinecure was, blijkt in onderstaand vermakelijk citaat uit Idee 1092 van Multatuli (die daarin ook pleit voor een Europese munteenheid):
In Wouter's jeugd - en lang daarna nog - hadden wy in Holland allerlei muntsoorten, waarvan de gemeene deeler soms zeer ver te zoeken was. De gulden was verdeeld in twintig stuivers. De hollandsche ryksdaalder bedroeg vyftig stuivers, de zeeuwsche twee en vyftig. De ‘daalder’ was anderhalven gulden waard, en de ‘goudgulden’ werd: ‘acht-en-twintig’ genoemd naar 't getal stuivers dat zoo'n stuk bedroeg. Van muntslag, randschrift en zelfs van cirkelvormigen omtrek, was by de meeste stukken geen spoor meer te vinden. Dat dit allergunstigst werkte op de industrie van valschmunters, en vooral van muntsnoeiers, ligt voor de hand. En die heeren hebben dan ook daarvan jaren lang 'n niet zeer bescheiden gebruikgemaakt. Bovendien was elke transaktie zeer gevaarlyk by avend en onvoldoende verlichting.

Behalve de genoemde muntsoorten hadden we nog drieguldenstukken, dukatons van drie-en-zestig stuivers, die in de wandeling ‘ryders’ werden genoemd, en nog anderen die ik me niet duidelyk herinner. Ten-bewyze hoe moeilyk 't viel sommige geldsoorten van anderen te onderscheiden, moge aangevoerd worden dat men genoodzaakt is geweest, de zgn. acht-en-twintigen, behalve den gewonen doch onkenbaar geworden muntslag, van 'n byzonder stempel - poinçon - te voorzien, wat dan ook de eenige manier was om te voorkomen dat men ze uitgaf of aannam voor ‘daalders.’ De ‘pietjes’ - onderdeelen van den zeeuwschen ryksdaalder - waren altyd krom gebogen, om ze van 't kroost der hollandsche ryksdaalders te onderscheiden. Wie zich nooit vergiste in de waarde van vyf-stuiverstukken, zest'halven, en schellingen van zes stuivers, van kwart-zeeuwen en dertiend'halven, was 'n soort van geleerde, of ten-minste iemand die bogen kon op 'n zeer gezocht specialismus.— Multatuli, Ideeën VI, 1878